# Parallelle toonaard
In de muziektheorie heten de twee toonaarden of toonsoorten in majeur en mineur met dezelfde voortekening parallelle toonaarden of van paralleltoonaard. De grondtonen van de beide parallelle toonaarden liggen een kleine terts uit elkaar. 
Zo zijn Es majeur en c mineur parallelle toonaarden, omdat ze elk als voortekening drie mollen hebben. Hun grondtonen, respectievelijk Es en C, liggen een kleine terts uit elkaar. Wanneer alle parallelle toonaarden worden gegroepeerd als paren en gerangschikt volgens oplopend aantal voortekens, dan vormen deze de kwintencirkel:
Tot in de 18e eeuw konden voor de mineure toonsoorten ook de voortekens van de dorische modus worden gebruikt. Een voorbeeld hierbij vormt de Matthäus-Passion, Nr. 26, (BWV 244) van Johann Sebastian Bach, dat in c mineur staat en maar 2 mollen aan de voortekening heeft. Dit is de voortekening van c dorisch.

## Opmerking
Parallelle toonaarden heten in het Engels relative keys, terwijl met de term parallel keys gelijknamige toonaarden worden aangeduid.